# Agricultural Water Management
Agricultural Water Management is een internationaal, aan collegiale toetsing onderworpen wetenschappelijk tijdschrift op het gebied van de landbouwkunde en hydrologie. De naam wordt in literatuurverwijzingen meestal afgekort tot Agr. Water Manag. Het wordt uitgegeven door Elsevier.